# Cameron Wurf
Cameron Wurf (Hobart, Tasmania, 3 de agosto de 1983) es un ciclista, triatleta y exremero profesional australiano.
Antes de ser ciclista profesional fue remero llegando a participar en la prueba de Remos de Doble scull ligero en los Juegos Olímpicos de Atenas 2004. Actualmente triatleta y tiene el récord en el segmento ciclista del Ironman de Kona.
Tras abandonar el ciclismo en 2014, a finales de enero de 2020 regresó tras fichar por el equipo INEOS para competir la primera mitad de la temporada. Debutó en la carrera australiana Cadel Evans Great Ocean Road Race.

## Palmarés
2007
- Campeonato de Oceanía Contrarreloj
- Chrono Champenois

2015
- 3.º en el Campeonato Oceánico Contrarreloj

## Resultados en Grandes Vueltas
| Carrera              | Carrera              | 2007 | 2008 | 2009 | 2010 | 2011 | 2012 | 2013  | 2014 | ... | 2020 | 2021 | 2022 | 2023 | 2024 |
| -------------------- | -------------------- | ---- | ---- | ---- | ---- | ---- | ---- | ----- | ---- | --- | ---- | ---- | ---- | ---- | ---- |
|                      | Giro de Italia       | —    | —    | —    | 77.º | —    | —    | 128.º | —    | —   | —    | —    | —    | —    | —    |
|                      | Tour de Francia      | —    | —    | —    | —    | —    | —    | —     | —    | —   | —    | —    | —    | —    | —    |
|                      | Vuelta a España      | —    | —    | —    | —    | —    | —    | 99.º  | —    | —   | 95.º | —    | —    | —    | —    |
| Mundial Contrarreloj | Mundial Contrarreloj | 31.º | —    | 53.º | —    | —    | —    | —     | —    | —   | —    | —    | —    | —    | —    |

—: no participa

Ab.: abandono

## Equipos
- Priority Health presented by Bissell (2007)[2]
- Cinelli OPD (2008)[3]
- Volksbank-Vorarlberg (2008)[4]
- Fuji-Servetto (2009)[5]
- Androni Giocattoli (2010)
- Liquigas-Cannondale (2011)
- Champion System Pro Cycling Team (2012)
- Cannondale (2013-2014)
- Cylance-Incycle (2017)
- INEOS[1] (2020-2024)[6]
  - Team INEOS (2020)[7]
  - INEOS Grenadiers (2020-2024)

## Palmarés en triatlón
La siguiente tabla muestra los resultados más relevantes (pódium) obtenidos en el circuito mundial de triatlón desde 2017.
| Año  | Competición       | País      | Pos.              | Tiempo          |
| ---- | ----------------- | --------- | ----------------- | --------------- |
| 2019 | Ironman Italia    | Italia    | Medalla de oro    | 7 h 46 min 54 s |
| 2019 | Ironman Australia | Australia | Medalla de oro    | 8 h 6 min 18 s  |
| 2018 | Ironman Francia   | Francia   | Medalla de bronce | 8 h 39 min 14 s |
| 2018 | Challenge Salou   | España    | Medalla de oro    | 3 h 45 min 37 s |
| 2017 | Ironman Gales     | Gales     | Medalla de oro    | 9 h 07 min 03 s |
| 2017 | Ironman Suecia    | Suecia    | Medalla de plata  | 8 h 8 min 58 s  |